# غورغاليتش
غورغاليتش (بالإنجليزية: Gürgaletsch)‏ هو أحد جبال سلسلة جبال الألب بليسور وجزء من القمة الأم أرسوير روثورن يقع في كانتون غراوبوندن، سويسرا. يبلغ ارتفاع الجبل حوالي 2441 متر، بينما يبلغ ارتفاع نتوء الجبل 144 متر.